# Hôtel Salé

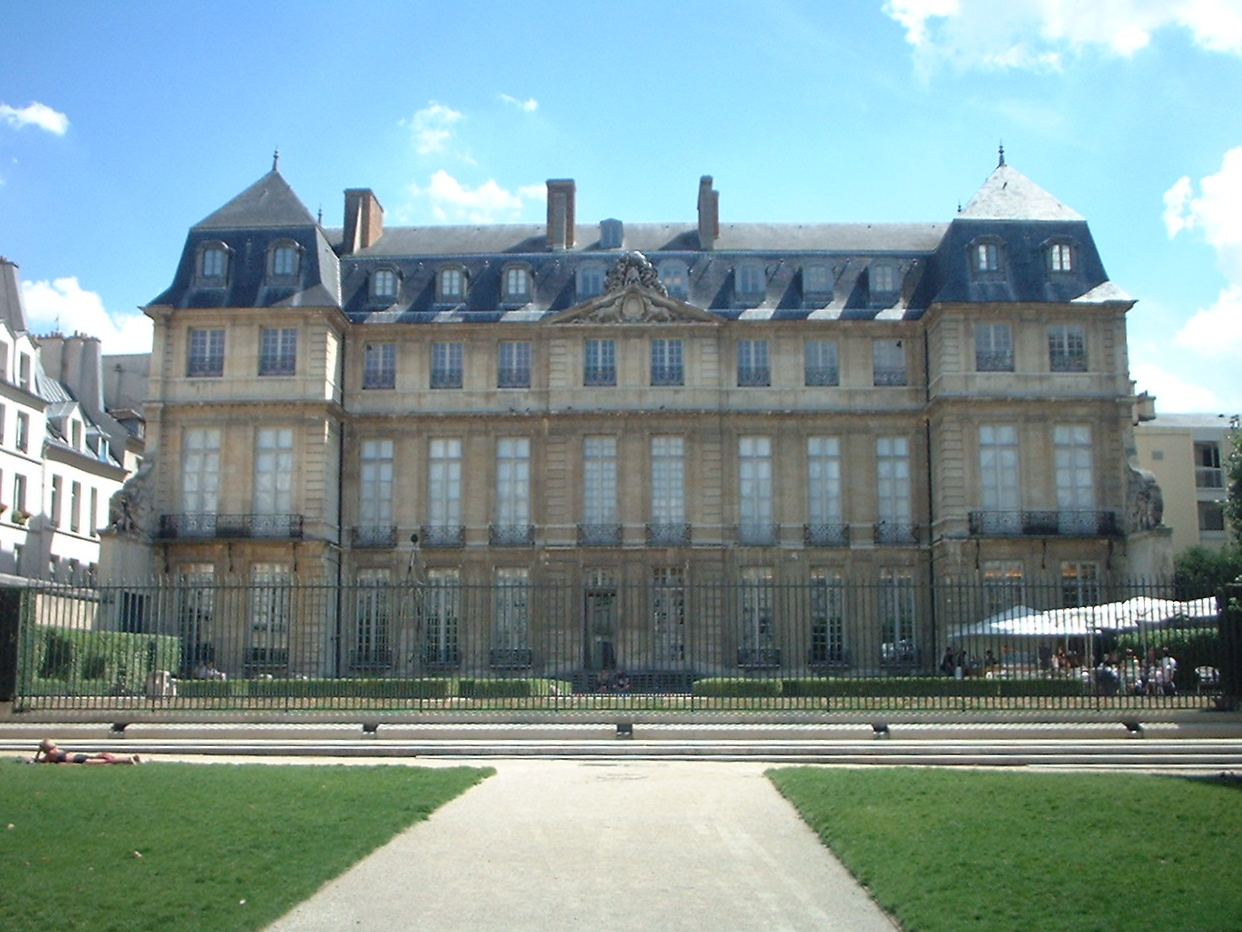
Das Hôtel Salé von der Gartenseite

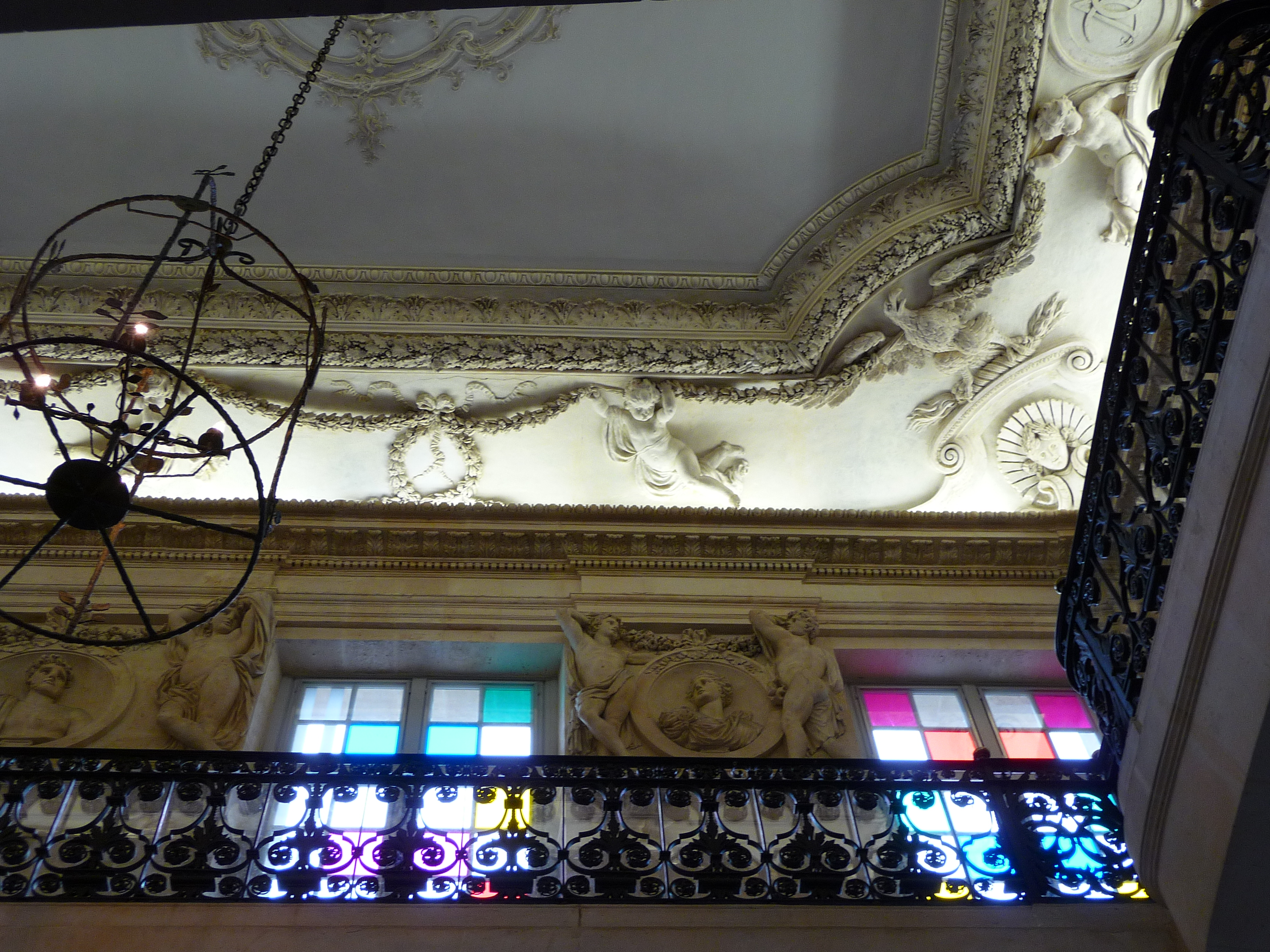
Blick auf die Decke des Vestibüls

Das Hôtel Salé ist ein ehemaliges Stadtpalais im Stil eines Hôtel particulier in Paris. Es steht an der Rue de Thorigny Nr. 5 im 3. Arrondissement. Heute befindet sich dort das Musée Picasso. 

## Geschichte
Das Gebäude wurde von Pierre Aubert, einem Einnehmer der Salzsteuer, in den Jahren 1656 bis 1659 erbaut. Von der Tätigkeit des Bauherrns wird der Spitzname Salé (dt. gesalzen) abgeleitet. Aufgrund der Affäre und des Prozesses des Finanzministers Nicolas Fouquet im Jahr 1661 wurde auch Aubert ruiniert, es erfolgte ein häufiger Wechsel der Besitzer.
In den Jahren 1668 bis 1688 befand sich im Palast die Botschaft Venedigs. 1829 öffnete die neue Ecole centrale des arts et manufactures (jetzt École Centrale Paris) im Hôtel Salé. 
Seit dem Jahr 1962 gehört das Gebäude der Stadt Paris und ist seit 1968 denkmalgeschützt. In den Jahren 1976 bis 1979 erfolgte eine umfangreiche Restaurierung, und das Musée Picasso zog 1985 ein. Nach weiteren Renovierungsarbeiten ab 2009 fand die Wiedereröffnung am 25. Oktober 2014 statt.